# Zuiderkerk (Sneek)
De Zuiderkerk is een kerkgebouw in de binnenstad van de stad Sneek.
Het kerkgebouw, in gebruik door de PKN Gereformeerde Kerk, is gebouwd in 1889 naar ontwerp van architect J. Ph. Hogendijk uit Sneek.
In de kerk bevindt zich een orgel uit 1893, dat is gebouwd door J. Proper uit Kampen. Het orgel is in 1951, 1979 en 2001 gerestaureerd door de firma J. Reil uit Heerde. Het orgel werd er op 18 juli 2021 voor het laatst bespeeld en zal worden gedemonteerd en naar de oud-katholieke kerk van Łódź verhuizen.
De kerk is niet meer wekelijks in gebruik, maar wordt alleen bij bijzondere diensten aangedaan. In de kerk is wel het kerkelijk bureau van de PKN Gemeente sneek gevestigd.

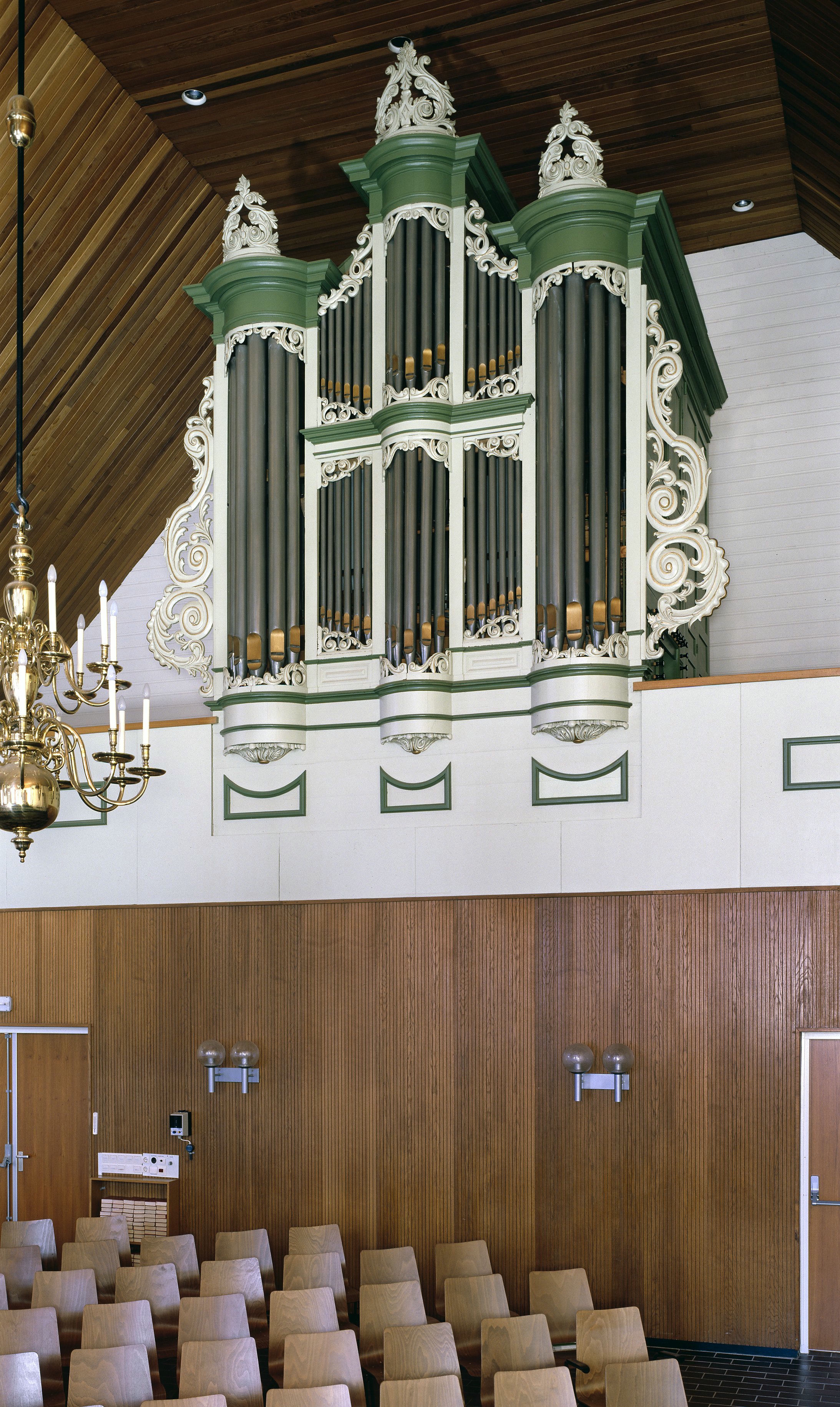
Interieur met orgel (2007)